# Meeting international d'athlétisme de Dakar
Le Meeting international d'athlétisme de Dakar est un meeting international d'athlétisme qui se déroule une fois par an au Stade Léopold Sédar Senghor de Dakar, au Sénégal. Cette compétition figure depuis 2010 parmi les 14 meetings du Challenge mondial IAAF.

## Éditions
| Année | Édition | Circuit                  |
| ----- | ------- | ------------------------ |
| 2005  | I       | Circuit africain         |
| 2006  | II      | IAAF Grand Prix 2006     |
| 2007  | III     | IAAF Grand Prix 2007     |
| 2008  | IV      | IAAF Grand Prix 2008     |
| 2009  | V       | IAAF Grand Prix 2009     |
| 2010  | VI      | Challenge mondial 2010   |
| 2011  | VII     | Challenge mondial 2011   |
| 2012  | Annulée | Challenge mondial 2012   |
| 2013  |         | Challenge mondial 2013   |
| 2014  | Annulée | Challenge mondial 2014   |
| 2015  |         | Challenge mondial 2015   |
| 2016  |         | Challenge mondial 2016   |
| 2022  |         | Circuit continental 2022 |

## Records du meeting

### Hommes
| Épreuve           | Record             | Athlète                  | Pays        | Date          | Réf.  |
| ----------------- | ------------------ | ------------------------ | ----------- | ------------- | ----- |
| 100 m             | 9 s 98             | Abdul Aziz Zakari        | Ghana       | 4 avril 2003  | [ 4 ] |
| 200 m             | 20 s 56 (+0,4 m/s) | Uchenna Emedolu          | Nigeria     | 3 avril 2004  |       |
| 400 m             | 45 s 29            | Young Talkmore Nyongani  | Zimbabwe    | 3 avril 2004  |       |
| 800 m             | 1 min 45 s 40      | Ferguson Rotich          | Kenya       | 12 juin 2013  | [ 5 ] |
| 1 500 m           | 3 min 35 s 15      | Daniel Kipchirchir Komen | Kenya       | 12 juin 2013  | [ 6 ] |
| 3 000 m           | 7 min 43 s 99      | Mohamed Moustaoui        | Maroc       | 28 mai 2011   |       |
| 110 m haies       | 13 s 60 (+0,1 m/s) | David Oliver             | États-Unis  | 29 avril 2006 |       |
| 400 m haies       | 48 s 68            | Angelo Taylor            | États-Unis  | 28 avril 2007 |       |
| Saut en hauteur   | 2,30 m             | Aleksey Dmitrik          | Russie      | 28 mai 2011   |       |
| Saut à la perche  | 5,55 m             | Denis Yurchenko          | Ukraine     | 17 mai 2008   |       |
| Saut à la perche  | 5,55 m             | Jurij Rovan              | Slovénie    | 17 mai 2008   |       |
| Saut en longueur  | 8,27 m (+0,7 m/s)  | Ndiss Kaba Badji         | Australie   | 24 avril 2010 |       |
| Triple saut       | 17,08 m (+0,9 m/s) | Randy Lewis              | Grenade     | 17 mai 2008   |       |
| Lancer du poids   | 21,53 m            | Christian Cantwell       | États-Unis  | 18 avril 2009 |       |
| Lancer du disque  | 64,93 m            | Gábor Máté               | Hongrie     | 17 mai 2008   |       |
| Lancer du marteau | 75,29 m            | Pavel Bareisha           | Biélorussie | 25 mai 2016   | [ 7 ] |
| Lancer du javelot | 81,10 m            | Andreas Thorkildsen      | Norvège     | 28 avril 2007 |       |

### Femmes
| Épreuve           | Record             | Athlète            | Pays           | Date          | Réf.   |
| ----------------- | ------------------ | ------------------ | -------------- | ------------- | ------ |
| 100 m             | 11 s 10 (+1,7 m/s) | Oludamola Osayomi  | Nigeria        | 17 mai 2008   |        |
| 200 m             | 23 s 20            | Aida Diop          | Sénégal        | 23 mars 2002  |        |
| 400 m             | 50 s 94            | Amantle Montsho    | Botswana       | 24 avril 2010 |        |
| 800 m             | 2 min 0 s 61       | Caster Semenya     | Afrique du Sud | 28 mai 2011   |        |
| 3 000 m           | 8 min 44 s 30      | Almaz Ayana        | Éthiopie       | 12 juin 2013  | [ 8 ]  |
| 3 000 m steeple   | 9 min 31 s 55      | Magdalene Masai    | Kenya          | 23 mai 2015   | [ 9 ]  |
| 100 m haies       | 12 s 94 (-1,4 m/s) | Tacko Diouf        | Sénégal        | 6 mai 2000    |        |
| 100 m haies       | 12 s 94 (+0,1 m/s) | Christina Manning  | États-Unis     | 25 mai 2016   | [ 10 ] |
| 400 m haies       | 55 s 84            | Surita Febbraio    | Afrique du Sud | 2 avril 2005  |        |
| Saut en hauteur   | 1,94 m             | Doreen Amata       | Nigeria        | 23 mai 2015   | [ 11 ] |
| Saut à la perche  | 4,40 m             | Robeilys Peinado   | Venezuela      | 25 mai 2016   | [ 12 ] |
| Saut en longueur  | 6,74 m (+1,8 m/s)  | Keila Costa        | Brésil         | 28 avril 2007 |        |
| Triple saut       | 14,22 m (0,0 m/s)  | Susana Costa       | Portugal       | 23 mai 2015   | [ 13 ] |
| Lancer du poids   | 19,51 m            | Nadine Kleinert    | Allemagne      | 17 mai 2008   |        |
| Lancer du disque  | 59,38 m            | Sabine Rumpf       | Allemagne      | 12 juin 2013  | [ 14 ] |
| Lancer du marteau | 75,33 m            | Betty Heidler      | Allemagne      | 28 mai 2011   |        |
| Lancer du javelot | 61,40 m            | Christina Scherwin | Danemark       | 29 avril 2006 |        |